# ディラン・レスコ
ディラン・レスコ（Dylan Lesko, 2003年9月7日 - ）は、アメリカ合衆国ジョージア州アトランタ出身のプロ野球選手（投手）。右投右打。MLBのタンパベイ・レイズ傘下所属。

## 経歴

### プロ入り前
高校3年目の2021年に11勝0敗、防御率0.35、112奪三振の好成績を記録し、ゲータレード年間最優秀選手賞を受賞。野球部門において3年生が受賞したのは史上初であった。同年7月には高校卒業後にヴァンダービルト大学へ進学する予定であることを発表し、8月にペトコ・パークで行われたパーフェクトゲーム・オールアメリカンクラシックの試合では継投によるノーヒットノーランを達成した。
2022年4月にトミー・ジョン手術を受けている。

### プロ入りとパドレス傘下時代
2022年のMLBドラフト1巡目（全体15位）でサンディエゴ・パドレスから指名され、プロ入り。この年は前述の手術の影響のため公式戦登板は無かった。
2023年、傘下の傘下のルーキー級アリゾナ・コンプレックスリーグ・パドレスでプロデビュー。A級レイクエルシノア・ストームとA+級フォートウェイン・ティンキャップスでもプレーし、3チーム合計で12試合に先発登板して1勝5敗、防御率5.45、52奪三振を記録した。
2024年、パドレス傘下ではA+級フォートウェインでプレーした。

### レイズ傘下時代
2024年7月28日にジェイソン・アダムとのトレードで、ホーマー・ブッシュ・ジュニア、J.D.ゴンザレスと共にタンパベイ・レイズへ移籍した。移籍後は傘下のA+級ボーリンググリーン・ホットロッズへ配属され、移籍前を含めた2チーム合計で22試合（先発19試合）に登板して2勝12敗、防御率6.96、100奪三振を記録した。